# Музей изящных искусств (Руан)
Музей изящных искусств в Руане (фр. Musée des beaux-arts de Rouen) — французский музей изобразительных искусств; один из крупнейших музеев в Нормандии. Расположен в историческом центре Руана в здании, полная реконструкция которого была завершена в 1994 году. Постоянная экспозиция музея представлена в 60 залах; наиболее значимыми считаются коллекции XVII и XIX веков.
Помимо постоянной экспозиции музей представляет каждый год несколько временных экспозиций, зачастую имеющих широкий международный резонанс. К примеру, в 2010 году, в рамках фестиваля «Импрессионистская Нормандия» музей открыл экспозицию «Город импрессионизма: Моне, Писсарро и Гоген в Руане», которую посетило свыше 240 000 человек.
По состоянию на 2007 год музей обладал годовым бюджетом на пополнение коллекций размером 150 000 евро. Также музей служит площадкой для нескольких благотворительных фондов. Руанский художественный музей имеет статус «национального музея Франции».

## Здание музея
Здание музея строилось в два этапа. Первое крыло, расположенное вдоль современной улицы rue Jean Lecanuet, было построено с 1877 по 1880 год, а второе крыло вместе с центральным корпусом и Руанской библиотекой строилось с 1884 по 1888 год. Главный вход в музей обрамлён двумя статуями работы Жозефа Турнуа, представляющих двух выдающихся уроженцев Нормандии — Никола Пуссена и Мишеля Ангье.

## Коллекции музея

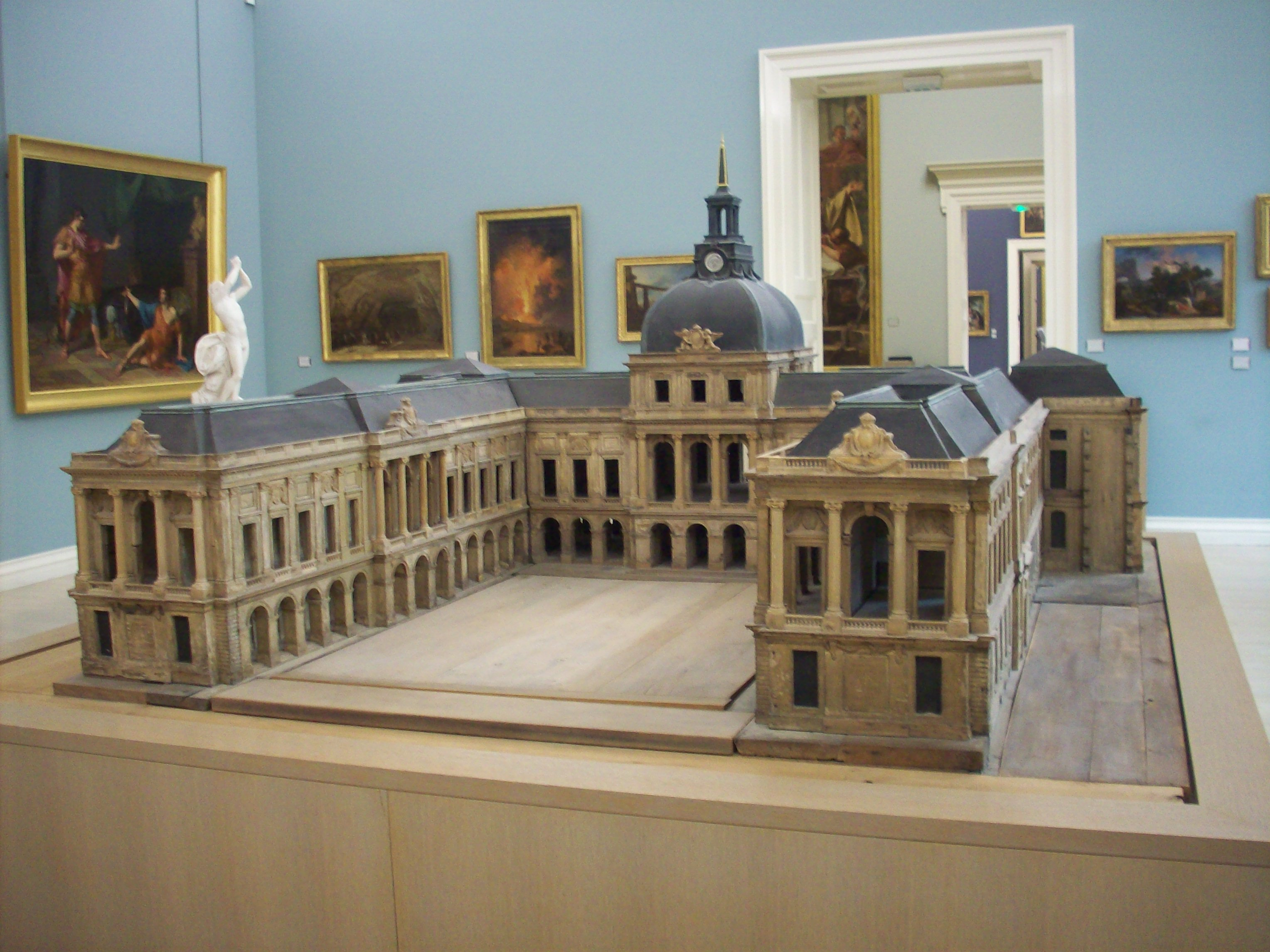
Залы музея

В музее представлено собрание живописи, скульптуры, графики и предметов искусства от XV столетия до наших дней, в том числе уникальная коллекция российских икон XVI — начала XIX веков.
Музей обладает исключительной коллекцией картин, переданных ему в 1909 году французским промышленником и меценатом Франсуа Депё; благодаря этому пожертвованию Руанский музей изящных искусств обладает одной из лучших во Франции коллекцией работ импрессионистов.
В коллекции рисунков представлены свыше 8000 работ, от эпохи Возрождения до XX века.

### Живопись
Период XV и XVI веков в коллекции музея представлен работами итальянских мастеров эпохи Возрождения (Перуджино, Веронезе, Джампетрино, Бассано, Фонтана, Пальма (младший) и Карраччи, а также работами французских, фламандских и голландских мастеров (Герард Давид, Людовико Бреа, Франсуа Клуэ, Питер Артсен, Мартин де Вос, Пьер Летелье и другие).
Коллекция живописи XVII века является одной из лучших коллекций музея, по численности представленных работ, их качеству и разнообразию жанров произведений, представляющих все великие европейские школы живописи того столетия.
Французская живопись XVIII века представлена преимущественно жанровой живописью, а также пейзажами и портретами, начиная с эпохи рококо до периода классицизма (Гиацинт Риго, Франсуа Буше, Жан-Франсуа де Труа, Шарль Андре Ван Лоо, Шарль-Жозеф Натуар, Жан-Марк Натье, Никола Ланкре, Жан Оноре Фрагонар, Юбер Робер и другие).
В XIX веке в Европе господствовала французская школа живописи, в том числе благодаря своим нововведениям. В Руанском художественном музее собрана уникальная коллекция работ этого столетия, в особенности периода импрессионизма, когда в Нормандии и в Руане работали множество мастеров этого направления. Начальный отрезок XIX столетия представлен в музее полотнами Виже-Лебрён, Давида, Энгра), Буальи, Эжена Делакруа и других. Творчество уроженца Руана Теодора Жерико представлено в собрании музея 11 полотнами.
Хронология развития импрессионизма, символизма и затем условного постимпрессионизма показана в коллекции музея шедеврами великих мастеров изобразительного искусства. Творчество Клода Моне представлено 11 картинами, в числе которых работа цикла «Руанский собор». Также в коллекции собраны работы Гюстава Кайботта, Яна Бартолда Йонгкинда, Эжена Будена, Эдгара Дега, Анри Фантен-Латура, Пюви де Шаванна, Гюстава Доре, Гюстав Моро, Альфреда Сислей, Армана Гийомена, Ренуара, Писсарро, Лебура, Валлоттона и других художников.
Коллекция живописи XX века содержит работы как французских, так и зарубежных мастеров. Широко представлено творчество семьи Дюшан, а именно работами Марселя Дюшана и Жака Вийона. Также в этой коллекции представлены картины Дюфи, Бланша, Вюйара, Люса, Дерена, Фриеза, Модильяни, Купки, Мориса Дени, Альбера Глеза, Роже де ла Френе, Жана Метценже, Эмиля Изанбара и других мастеров.
В нескольких коллекциях музея представлены картины мастеров постимпрессионизма Руанской школы живописи.

### Прочее
В постоянной экспозиции музея представлены скульптуры Пьера Пюже, Теодора Жерико, Давида д’Анже, Бурделя, Раймона Дюшан-Вийона, Александра Архипенко, Жака Липшица и других.
В коллекции графического искусства содержится более 8000 работ, из которых 5000 обеспечили широкую известность музея. Среди прочих экспонатов музея особого внимания достойны неаполитанские ясли XVIII века, макет руанской церкви Сен-Маклу XVI века, а также предметы мебели и ювелирные изделия.
В собрании Руанского музея изящных искусств имеется крупная коллекция российских икон XVI — начала XIX века.